# Xylonagra arborea
Xylonagra arborea är en dunörtsväxtart som beskrevs av John Donnell Smith och Joseph Nelson Rose. Xylonagra arborea ingår i släktet Xylonagra och familjen dunörtsväxter. Inga underarter finns listade i Catalogue of Life.